# Holy Intellect
Holy Intellect è l'album d'esordio del gruppo hip hop statunitense Poor Righteous Teachers, pubblicato il 29 maggio 1990 e distribuito da Profile. Nel 1998, la rivista The Source lo inserisce nella sua lista dei 100 migliori album hip hop.
| Recensione | Giudizio |
| ---------- | -------- |
| AllMusic   | [ 2 ]    |

## Tracce
Testi di Wise Intelligent, Eric Gray (tracce 2 e 4) e Tony Depula (tracce 1-7, 9, 11-12). Musiche di Tony D eccetto che per le tracce 2 e 4, prodotte da Eric IQ Gray.
1. Can I Start This? – 5:18
2. Rock Dis Funky Joint – 5:12
3. Strictly Ghetto – 3:27
4. Holy Intellect – 4:21
5. Shakiyla – 4:02
6. Time to Say Peace – 5:15
7. Style Dropped/Lessons Taught – 4:54
8. Speaking Upon a Blackman – 3:21
9. So Many Teachers – 4:43
10. Word from the Wise – 5:02
11. Butt Naked Booty Blues – 4:29
12. Poor Righteous Teachers – 5:15

Durata totale: 55:19

## Classifiche

### Classifiche settimanali
| Classifica (1990)         | Posizione massima |
| ------------------------- | ----------------- |
| Stati Uniti               | 142               |
| US Top R&B/Hip-Hop Albums | 17                |